# Rinteln
Rinteln – miasto w Niemczech położone w kraju związkowym Dolna Saksonia, w powiecie Schaumburg, w dolinie rzeki Wezery, w Górach Wezerskich. Miasto leży przy autostradzie A2 (E30).

## Historia
Pierwsze wzmianki o osadnictwie na tym terenie pochodzą z XI wieku. Miasto zostało założone około 1150 na północnym wzgórzu Wezery. Następnie około 1235 przeniesiono je na południowe wzgórze – powstało wówczas Neu-Rinteln (pol. Nowe Rinteln). Stare Rinteln zostało opuszczone przez mieszkańców po pladze dżumy w 1350. Od tej chwili nowe Rinteln nabrało znaczenia, zostało ufortyfikowane i służyło jako południowa forteca hrabstwa Schaumburg. Po podziale Schaumburga w 1640 Rinteln stało się stolicą jego wschodniej części, zachowując nazwę jednostki nadrzędnej – Schaumburg (obecnie dzielnica miasta). Eulenburg w Rinteln stało się wówczas siedzibą urzędów skarbowych. Rinteln pozostawało ośrodkiem okręgu również później, dopiero w 1977 połączono je z sąsiednim Schaumburg-Lippe. Od 1609 do 1809 Rinteln było miastem uniwersyteckim, mieściła się tu Alma Ernestina (Academia Ernestina).

## Współpraca
- Kendal, Anglia
- Sławno, Polska